# Ципа (річка)
Ципа (рос. Ципа) — річка в Забайкаллі, на південному сході Східного Сибіру в Баунтовському евенкійському районі Бурятії Росії. Ліва, найбільша притока річки Вітім, належить до водного басейну Лени.

## Географія
Річка бере свій початок біля підніжжя Південно-Муйського хребта на стику з Ікатським хребтом, на висоті приблизно 2000 м над рівнем моря, на північно-західних схилах вершини 2379 м, за 26 км на південь від озера Амут (10,7 км²), за 32 км на північний захід від озера Орон та за 131 км на схід від озера Байкал, і до впадіння в озеро Баунт (55°9′38″ пн. ш. 112°54′14″ сх. д. / 55.16056° пн. ш. 112.90389° сх. д., висота 1059 м.р.м.) носить назву Верхня Ципа. Тече у вузькій, гірській, звивистій долині на південний захід, а далі на південь, за 10 км вище гирла лівої притоки Кедрової 2-ї — повертає на південний схід, а після гирла правої притоки Гулонги повертає на північний схід. В районі впадіння правої притоки Точи, річка входить у Баунтівську котловину, розширюється до 30-40 м, сильно петляє, ділиться на старичні протоки, минає пік Великий Хаптон (2284 м), перетинає гряду увалів, утворює два невеликих пороги, розбивається на два рукави і впадає в озеро Баунт в районі південно-західного берега. Після витоку в районі північно-східного берега озера, річка носить назву Нижня Ципа, або Ципа. Тече у звивистому руслі протягом 220 км у Баунтівській котловині, до метеостанції Ую (селище Уя), з швидкістю до 0,4 м/с, у широкій заболоченій долині, серед численної кількості невеликих озерець та старичних проток. Далі Ципа, затиснута з усіх боків хребтами, повертає на південь, сильно петляє, і проривається через гори Бабанти. На цій ділянці розташовано 119 перешкод у вигляді порогів та шивер. Для порогів річки характерні дуже великі, до 4 метрів, вали та бочки. Падіння води не круті, але дуже потужні. Найбільшим порогом є поріг № 49, який має перепад рівня висоти понад 5 метрів. Після притоки Бойме йде остання серйозна перешкода — поріг № 119 або Кадрань. Всі пороги відносно прості для подолання великими човнами (4-х місні катамарани, плоти та рафти і т. д.). Після впадіння правої і найбільшої притоки Амалат, річка знову повертає на північний схід тече Вітімським плоскогір'ям і впадає у річку Вітім з лівого берега, на висоті в 550 м над рівнем моря. Через велику кількість опадів, у липні на річці, зазвичай бувають паводки.
Довжина річки 692 км. Площа басейну 42 200 км². Повне падіння рівня русла від витоку до гирла становить 1450 м, що відповідає середньому похилу русла — 2,1 м/км. Швидкість течії доволі велика, і коливається від 0,5 до 1,3 м/с у верхній течії, у середній течії, в межах Баунтівської котловини швидкість невелика — до 0,4 м/с, в горах Бабанти значно зростає до 2,6-3,0 м/с, а в пониззі — 0,9-1,3 м/с. Ширина русла у верхній течії доходить до 30-45 м, при глибині до 0,5-0,7 м, в середній течії, у Баунтівській котловині ширина — до 105—150 м, місцями до 340 м, при глибині — 2,5-4,5 м; в горах Бабанти ширина 65-75 м, глибина — 2,0-3,2 м, в нижній течії ширина коливається від 150 до 200 м, при глибині — до 2,0-4,0 м, а місцями до 9 м. Дно русла у верхів'ї піщане, в середній течії та пониззі складається із твердих гірських порід, кам'янисте. Береги піщані, багато заток і проток.

## Гідрологія
Живлення річки дощове та снігове. Замерзає в жовтні, розкривається у травні, іноді на початку червня. Повністю перемерзає у верхів'ї на 3-5,5 місяців. Повінь у червні — вересні, межень в грудні — квітні. Влітку паводки від дощів, які припадають на середину та кінець повені, посилюють її.
За період спостереження протягом 30 років (1961–1990) на метеостанції Ую (с. Уя), за 286 км від гирла, середньорічна витрата води річки становила 105 м³/с для водного басейну 15 600 км², що становить близько 37 % від загальної площі басейну річки. Величина прямого стоку в цілому по цій частині басейну становила — 212,5 міліметра на рік, що вважається дуже високим для цієї області.
За період спостереження встановлено, що мінімальний середньомісячний стік становив 0,66 м³/с (у березні), що складає всього трохи більше 0,2 % максимального середньомісячного стоку, який відбувається у липні місяці та становить майже — 315 м³/с і вказує на дуже велику амплітуду сезонних коливань.
За період спостереження, абсолютний мінімальний місячний стік (абсолютний мінімум) був практично 0,0 м³/с (у межень лютого — квітня 1987 та 1988 років), абсолютний максимальний місячний стік (абсолютний максимум) становив 788 м³/с (у серпні 1973 року). Витрата води у гирлі Ципи — близько 270 м³/с.

## Притоки
Річка Ципа приймає більше півсотні приток, довжиною понад 10 км. Найбільших із них, довжиною понад 50 км — 9, із них понад 100 км — 3 (від витоку до гирла):
| Назва притоки             | Довжина,(км) | Площа водозбірного басейну, (км²) | Відстань від гирла Ципи, (км) | Витрата води,(м³/с) |
| ------------------------- | ------------ | --------------------------------- | ----------------------------- | ------------------- |
| ← Ципикан                 | 329          | 6710                              | 500                           | 36,9 (87 км)        |
| → Горбилок                | 92           |                                   | 365                           |                     |
| ← Кудур                   | 65           |                                   | 345                           |                     |
| → Віков'е                 | 51           |                                   | 312                           |                     |
| ← Бойме                   | 54           |                                   | 174                           |                     |
| ← Амалат (Великий Амалат) | 374          | 16600                             | 133                           |                     |
| → Кавокта                 | 59           |                                   | 114                           |                     |
| → Жалю                    | 52           |                                   | 91                            |                     |
| ← Актрагда                | 125          | 3420                              | 84                            |                     |

В басейні річки розташовано сотні озер та озерець, серед них більше трьох десятків площею понад 0,5 км². Найбільші із них: Баунт (111 км²), Орон (63,6 км²), Бусані (36,8 км²), Безіменне (9,8 км).

## Населенні пункти
Басейн і береги річки малозаселені. На берегах розташовані кілька невеликих населених пункти, споруди зимників та мисливські будиночки (від витоку до гирла): селища Курорт Баунт, Баунт; зимники Шуринда, Горбілок, селище Уя, зимник Іма.

## Фауна та флора
У водах річки водиться багато видів різної риби, особливо: окуня, щуки, ленка. Є також сиг, харіус, таймень. Багато водоплавної дичини та звірини. З рослинності, яка переважає на берегах річки, притаманні дерева хвойних порід, зокрема — модрина, зустрічаються і листяні ліси — береза, осика, верба. У верхній течії та горах Бабанта переважають альпійські луки (гірська тундра) з кедровим слаником, лишайниками — які часто покривають гольці та куруми.